# Неможливі речі
Неможливі речі (англ. Impossible Things) — збірка науково-фантастичних оповідань американської письменниці Конні Вілліс. Окремі частини публікувалися з 1986 року. Вперше як збірка опубліковано в січні 1994 року. Включає розповіді про екологічну катастрофу, гумористичну сатиру, трагедію та сатиричні альтернативні реальності. Жанри коливаються від комедії до трагедії та жахів. Однією з головних тем, що їх усі поєднує є спілкування людей між собою та наслідки цього.

## Характеристика
Складається з 11 оповідань: «Пряний погром» (1986), «Випадок» (1986), «Радіус Шварцшильда» (1987), «Останній з Віннібаго» (1988), «Галас» (1988), «Зимова казка» (1988), «Час вийшов» (1989), «У Ріалто» (1989), «Джек» (1991), «У пізній крейді» (1991), «Навіть королева» (1992).
«Погром спецій». Події відбуваються на віддалений колонії людей у космосі, життя яких автор представляє у гумористичному світлі. Колонія стає місцем для химерних ускладнень, помилкових ідентичностей, далеко не зручних прибульців і справжньої любові. Лінгвіст Військово-морського флоту та знехтувана наречена офіційного дипломата НАСА намагаються зробити щасливим приїжджого інопланетянина, хоча мовні проблеми не дають зрозуміти один одного: внаслідок чого виникає плутанина — замість космічної програми (англ. space program) чується погром спецій (англ. spice pogrom).
«Випадок». Пол та Елізабет приїжджають до університету, де Пол отримав посаду заступника декана. Поки чоловік на роботі, Елізабет згадує час п'ятнадцять років тому, коли вона сама навчалася в університеті, людей, з якими вона навчалася, та події, які були тоді. Тут автор грає на емоційних сплесках пам'яті.
«Радіус Шварцшильда». Жах болю та смерті породжує разючу правду про природу зірок, принцип, знаний як радіус Шварцшильда.
«Останній з Віннібаго». Далеке майбутнє, коли пандемія під назвою ньюпарво (вірулентний штам собачого парвовірусу) вбила всіх собак. Дія відбувається в Аризоні. Після цієї катастрофи Гуманне товариство отримало величезні повноваження в уряді. Головний герой — фотожурналіст Девід МакКомб. Автор дає замислитися над тим фактом, що коли назавжди йде з нашого життя те, що ми любимо, але не цінуємо, тоді приходить усвідомлення, сум і ностальгія. Але повернути це вже не можна. Щось ми свідомо знищуємо, бо цього не повинно бути у сучасному світі. І останнім притулком цих явищ залишається пам'ять людей, в чийому житті вони займали важливе місце.
«Галас» є алюзією на комедію В.Шекспіра «Багато галасу з нічого». Далеке майбутнє. Вчительці англійської літератури разом із учнями належить розпочати вивчення творчість Шекспіра. Якщо не зробити цього, можна викликати невдоволення Ударної Сили, що Протистоїть Відсутності Знайомства З Класиками. З'ясовується, що численні Спілки, Асоціації та Товариства заборонили знайомити школярів зі всією спадщиною Шекспіра, окрім «Гамлета», але й у ньому на їхній погляд дуже багато зайвих рядків. Твір сповнений соціальної іронії, висміює надмірну політкоректність, у гонитві за якої в школі абсолютно не приділяється увага чомусь дійсно важливому, наприклад, правопису.
«Зимова казка». Твір для шанувальних творчості Шекспіра, знавців його біографії. Старіючий Шекспір через багато років повертається додому до дружини та доньок. Далі автор будує свою теорію, хто такий Шекспір насправді, до чого тут п'єса «Міра за міру» та згадане у заповіті «друге за якістю ліжко».
«Час вийшов». Історія про подорожі в часі, яку автор розповідає з гумором.
«У Ріалто». Події відбуваються в готелі «Ріалто» в Голлівуді, де проходить конференція з квантової фізики. Але на всі події накладається відбиток Голлівуду, навіть на найсерйозніших людей. Рут Барінджер, яка твердо вирішила не брати участь ні в чому, що не належить до фізики, належить переконатися в цьому. Романтичні деталі, саме трактування квантових постулатів витримано у гендерному ключі.
«Джек». Події відбуваються під час Другої світової війни. Лондон часів Бліца. Один з головних персонажів — Оповідач, який розкачує іншим історію Джека, який знаходить поранених людей під руїнами, але йде кудись ще до сходу сонця. Своїми діями він породжує впевненість Оповідача в тому, що Джек вампір. Але з іншого боку від постійного недосипання, психологічного та фізичного виснаження, Оповідач може все це собі нафантазувати, як інший герой цієї історії, який вважає себе причиною нальотів німецької авіації на Лондон. Розповідь немов портретна галерея людей, справжня сутність яких виявляється під час війни: «кровосос» рятує людські життя, підліток з кримінальними нахилами отримує орден із рук герцогині, керівник центру громадянської оборони щоразу губить своїх підлеглих, слідуючи бюрократичним інструкціям. На цій суперечності автор і будує всю інтригу повісті. Вважається одною з кращих оповідок К. Вілліс.
«У Пізній крейді». Тут автор іронізує щодо взаємин у колективі викладачів палеонтології, які постають перед загрозою звільнення. Саме палеонтологія дає можливість невимушено показати схожість людей та динозаврів.
«Навіть королева». Розповідь, розрахована суто на жіночу половину читацької аудиторії. Досліджує довгострокові культурні ефекти наукового контролю менструації. Три покоління жінок обговорюють рішення однієї з їх доньок приєднатися до «Циклісток» — група жінок-традиціоналістів, які обрали менструацію, хоча наукові відкриття, зокрема речовина під назвою «амменерол», зробили це непотрібним. Назва оповіді відсилає до тези, що менструація була навіть в королеви Англії. Більшість критиків розглядають оповідку як своєрідну сатиру фемінізму, антифеміністів та різних соціальних штампів. Автор зауважує на абсурдності деяких громадських рухів: спочатку одна група намагається досягти свого, а досягнувши цього, для блага цієї ж групи людей, висуває зворотні вимоги. Інші критики вбачаються головний сенс розповіді у стосунках матерів і доньок (батьків й дітей).

## Нагороди
- 1994 рік — премія «Локус» за найкращу збірку.
- «Останній з Віннібаго» — лауреат премії Г'юго та Неб'юла.
- «У Ріалто» — лауреат премії Неб'юла.
- «Навіть королева» — лауреат премії Г'юго і Неб'юла